# Siniweler
Siniweler är en bergstopp i Österrike.   Den ligger i distriktet Liezen och förbundslandet Steiermark, i den centrala delen av landet, 190 km väster om huvudstaden Wien. Toppen på Siniweler är 1 421 meter över havet.
Terrängen runt Siniweler är varierad. Närmaste större samhälle är Bad Aussee, 10,8 km sydväst om Siniweler. 
Trakten runt Siniweler består i huvudsak av gräsmarker. Runt Siniweler är det ganska glesbefolkat, med 25 invånare per kvadratkilometer.